# دونل يونغ
دونل يونغ (بالإنجليزية: Donnell Young)‏ هو منافس ألعاب قوى أمريكي، ولد في 25 أبريل 1888، وتوفي في 28 يوليو 1989.

## وصلات خارجية
- دونل يونغ على موقع أوليمبيديا (الإنجليزية)